# 真州路
真州路，元朝时设置的路。
至元十四年（1277年）升真州置，治所在扬子县（今江苏省仪征市）。辖境相当今江苏省仪征市和南京市六合区地。属河南江北行省。至元二十一年（1284年），复改真州。  